# نیمراووس
نیمراووس (نام علمی: Nimravus) نام یک سرده از تیره شمشیردندان‌نمایان است.